# Villatuelda
Villatuelda este un oraș din Spania, din provincia Burgos (Castilia-Leon).